# Haplochromis beadlei
Haplochromis beadlei és una espècie de peix de la família dels cíclids i de l'ordre dels perciformes.

## Morfologia
Els mascles poden assolir els 11,8 cm de longitud total.

## Distribució geogràfica
Es troba al llac Nabugabo (Àfrica oriental).